# Теорема Персеваля
У математиці під теоремою Парсеваля зазвичай розуміють унітарність перетворення Фур'є; тобто, що сума (або інтеграл) квадрата функції дорівнює сумі (або інтегралу) квадрата його перетворення. Вона бере початок із теореми про ряди Марка-Антуана Парсеваля (1799 р.), яка згодом була застосована до рядів Фур'є. Також дана теорема відома як теорема Релая про енергію, або тотожність Релея, після Джона Вільяма Стретта, Лорда Релея.
Хоча термін теорема Парсеваля часто використовується для опису унітарності будь-якого перетворення Фур'є, особливо у фізиці, найбільш загальну форму цієї властивості коректніше називати Теорема Планшереля.

## Формулювання теореми Парсеваля
Нехай {\displaystyle A(x)} і {\displaystyle B(x)} — дві комплекснозначні функції на {\displaystyle \mathbb {R} } з періодом {\displaystyle 2\pi }, що є квадратично-інтегрованими (відносно міри Лебега)
на інтервалах довжини періоду, з рядами Фур'є
{\displaystyle A(x)=\sum _{n=-\infty }^{\infty }a_{n}{\rm {e}}^{inx}}
та

{\displaystyle B(x)=\sum _{n=-\infty }^{\infty }b_{n}{\rm {e}}^{inx}}
відповідно. Тоді
{\displaystyle \sum _{n=-\infty }^{\infty }a_{n}{\overline {b_{n}}}={\frac {1}{2\pi }}\int _{-\pi }^{\pi }A(x){\overline {B(x)}}\,{\rm {d}}x,}
де {\displaystyle i} — уявна одиниця,
а горизонтальні риски позначають комплесну спряженість.
У загальному випадку, для абелевої локально компактної групи {\displaystyle G} з дуальною групою Понтрягіна {\displaystyle G^{\wedge }} теорема Парсеваля стверджує, що перетворення Понтрягіна-Фур'є є унітарним оператором між просторами Гільберта {\displaystyle L^{2}(G)} та {\displaystyle L^{2}(G^{\wedge })} (з інтегруванням по відношенню до належним чином відмасштабовуваної міри Хаара для двох груп). Якщо {\displaystyle G} — одиничне коло {\displaystyle T}, {\displaystyle G^{\wedge }} — цілі числа, то це відповідає випадку про який говорилося вище. Якщо {\displaystyle G} — дійсна пряма {\displaystyle \mathbb {R} }, {\displaystyle G^{\wedge }} — також {\displaystyle \mathbb {R} }, тоді унітарне перетворення — це перетворення Фур'є на дійсній прямій. Якщо {\displaystyle G} — циклічна група {\displaystyle {\mathbb {Z} }_{n}}, то вона знову самодуальна, а перетворення Понтрягіна-Фур'є — це те, що називають дискретним перетворенням Фур'є у прикладних застосуваннях.
Теорема Парсеваля також може бути сформульована наступним чином: нехай функція {\displaystyle f(x)} є квадратично-інтегрованою на відрізку {\displaystyle [-\pi ,\pi ]} (тобто функції {\displaystyle f(x)} та {\displaystyle f^{2}(x)} інтегровні на цьому відрізку) та має наступний розклад у ряд Фур'є:
{\displaystyle f(x)\simeq {\frac {a_{0}}{2}}+\sum _{n=1}^{\infty }(a_{n}\cos(nx)+b_{n}\sin(nx)).}
Тоді
{\displaystyle {\frac {1}{\pi }}\int _{-\pi }^{\pi }f^{2}(x)\,\mathrm {d} x={\frac {a_{0}^{2}}{2}}+\sum _{n=1}^{\infty }(a_{n}^{2}+b_{n}^{2}).}

## Позначення, що використовуються у фізиці
У фізиці та техніці теорема Парсеваля часто записується як
{\displaystyle \int _{-\infty }^{\infty }|x(t)|^{2}\,\mathrm {d} t={\frac {1}{2\pi }}\int _{-\infty }^{\infty }|X(\omega )|^{2}\,\mathrm {d} \omega =\int _{-\infty }^{\infty }|X(2\pi f)|^{2}\,\mathrm {d} f,}
де  {\displaystyle X(\omega )={\mathcal {F}}_{\omega }\{x(t)\}} — неперервне перетворення Фур'є (в нормалізованій, унітарній формі) функції {\displaystyle x(t)}, {\displaystyle \omega =2\pi f}  — частота в радіанах за секунду.
Інтерпретація цієї форми теореми полягає в тому, що повна енергія сигналу може бути обчислена шляхом підсумовування енергії за часовою вибіркою або енергії його спектру за частотою.
Для сигналів дискретних у часі теорема набуває вигляду:
{\displaystyle \sum _{n=-\infty }^{\infty }|x[n]|^{2}={\frac {1}{2\pi }}\int _{-\pi }^{\pi }|X_{2\pi }({\phi })|^{2}\mathrm {d} \phi ,}
де {\displaystyle X_{2\pi }} — перетворення Фур'є з дискретним часом для сигналу {\displaystyle x},  {\displaystyle \phi } — кутова частота (наприклад, в радіанах) сигналу {\displaystyle x}.
Навпаки, для дискретного перетворення Фур'є співвідношення набуває вигляду:
{\displaystyle \sum _{n=0}^{N-1}|x[n]|^{2}={\frac {1}{N}}\sum _{k=0}^{N-1}|X[k]|^{2},}
де {\displaystyle X[k]} — дискретне перетворення Фур'є для сигналу {\displaystyle x[n]}, обидва довжини {\displaystyle N}.